# Immortal Cities: Children of the Nile
Immortal Cities: Children of the Nile es un videojuego del género constructor de ciudades situado en el Antiguo Egipto, desarrollado por Tilted Mill Entertainment. El juego fue lanzado en noviembre del 2004 en Estados Unidos y en febrero del 2005 en Europa.
- Datos: Q604773